# Алешня (село, Брянська область)
Алешня (рос. Алешня) — село в Дубровському районі Брянської області Російської Федерації.
Населення становить 343 особи. Входить до складу муніципального утворення Олешинське сільське поселення.

## Історія
Від 2005 року входить до складу муніципального утворення Олешинське сільське поселення.

## Населення
| 2010 | 2013 |
| ---- | ---- |
| 380  | ↘343 |